# Thaddeus McClain
Thaddeus McClain (Thaddeus Brew McClain; * 10. September 1876 in Milesburg, Pennsylvania; † 21. April 1935) war ein US-amerikanischer Leichtathlet.
Bei den Olympischen Spielen 1900 in Paris erreichte er im 100-Meter-Lauf das Halbfinale und wurde Siebter im Weitsprung. Im Hürdenlauf über 200 m schied er im Vorlauf aus, im Hindernislauf über 4000 m erreichte er nicht das Ziel.
Thaddeus McClain war während seiner sportlichen Laufbahn Student der University of Pennsylvania.